# Мухаммад I (маї Канему)
Мухаммад (Могамед) I (*д/н — 1342) — 25-й маї (володар) імперії Канем у 1341—1342 роках.

## Життєпис
Походив з династії Сейфуа. Молодший син маї Абдали II. 1341 року після загибелі у війні з народом сао (на південний схід від Канему) брата — маї Курі II успадкував трон.
Продовжив війну з сао, але також зазнав поразки й загинув 1342 року. На ньому припинилася старша гілка династії Сейфуа. Йому спадкував представник гілки Бірі — Ідріс I.